# Lanett
Lanett est une ville du comté de Chambers, en Alabama, aux États-Unis.

## Démographie
| 1880 | 1890 | 1900  | 1910  | 1920  | 1930  | 1940  | 1950  |
| ---- | ---- | ----- | ----- | ----- | ----- | ----- | ----- |
| 655  | 777  | 2 909 | 3 820 | 4 976 | 5 204 | 6 141 | 7 434 |

| 1960  | 1970  | 1980  | 1990  | 2000  | 2010  | - | - |
| ----- | ----- | ----- | ----- | ----- | ----- | - | - |
| 7 674 | 6 908 | 8 922 | 8 985 | 7 897 | 6 468 | - | - |